# Ван Генехтен, Йонас
Йонас Ван Генехтен (нидерл. Jonas Van Genechten; род. 16 сентября 1986, Лоб,  провинция Эно, Бельгия ) — бельгийский профессиональный  шоссейный велогонщик.

## Достижения
2008
2-й Дрёйвенкурс Оверейсе
2009
6-й Ronde van Noord-Holland
8-й Мемориал Филиппа Ван Конингсло
2010
3-й Grote Prijs Stad Zottegem
4-й Дварс дор хет Хагеланд
7-й Букль де л'Он
2011
1-й Kattekoers
5-й Кюрне — Брюссель — Кюрне
6-й Схал Селс
7-й Вламсе Пейл
10-й Натионале Слёйтингспрейс
2012
3-й Гран-при Пино Черами
2013
1-й Гран-при Пино Черами
4-й Дрёйвенкурс Оверейсе
10-й Классика мировых портов
2014
1-й на этапе 4 Тур Польши
1-й Гран-при Фурми
1-й Дрёйвенкурс Оверейсе
2-й Гран-при Пино Черами
3-й Чемпионат Фландрии
3-й Натионале Слёйтингспрейс
4-й Тур де Еврометрополь
7-й Бенш — Шиме — Бенш
2015
1-й на этапе 4 Тур Валлонии
1-й на этапе 2 Тур де Еврометрополь
4-й Бенш — Шиме — Бенш
6-й Гран-при Исберга
8-й Халле — Ингойгем
2016
1-й на этапе 7 Вуэльта Испании
3-й Париж — Тур
6-й Trofeo Felanitx–Ses Salines–Campos–Porreres
6-й Trofeo Playa de Palma
9-й Кюрне — Брюссель — Кюрне
9-й Бенш — Шиме — Бенш
2017
2-й Trofeo Felanitx–Ses Salines–Campos–Porreres
10-й Схелдепрейс
10-й Классика Альмерии
2018
1-й Омлоп ван хет Хаутланд
2-й Гран-при Ефа Схеренса
6-й Чемпионат Фландрии
7-й Бенш — Шиме — Бенш
2019
6-й Нокере Курсе
7-й Три дня Брюгге — Де-Панне

### Гранд-туры
| Гонка           | 2016 | 2017 |
| --------------- | ---- | ---- |
| Джиро д'Италия  | —    | —    |
| Тур де Франс    | —    | —    |
| Вуэльта Испании | 144  | НФ   |

| —  | Не участвовал  |
| НФ | Не финишировал |